# 36e cérémonie des Boston Society of Film Critics Awards
La 36e cérémonie des Boston Society of Film Critics Awards (BSFC Awards), décernés par la Boston Society of Film Critics, a eu lieu le 11 décembre 2015, et a récompensé les films réalisés dans l'année,.

## Palmarès
Note : la BSFC décerne deux prix dans chaque catégorie ; le premier prix est indiqué en gras.

### Meilleur film
- Spotlight
  - Mad Max: Fury Road

### Meilleur réalisateur
- Todd Haynes pour Carol
  - Tom McCarthy pour Spotlight

### Meilleur acteur
(ex æquo)
- Paul Dano pour le rôle de Brian Wilson dans Love and Mercy
- Leonardo DiCaprio pour le rôle de Hugh Glass dans The Revenant

### Meilleure actrice
- Charlotte Rampling pour le rôle de Kate Mercer dans 45 ans (45 Years)
  - Saoirse Ronan pour le rôle de Eilis Lacey dans Brooklyn

### Meilleur acteur dans un second rôle
- Mark Rylance pour le rôle de Rudolf Abel dans Le Pont des espions (Bridge of Spies)
  - Sylvester Stallone pour le rôle de Rocky Balboa dans Creed : L'Héritage de Rocky Balboa (Creed)

### Meilleure actrice dans un second rôle
- Kristen Stewart pour le rôle de Valentine dans Sils Maria
  - Alicia Vikander pour le rôle de Gerda Wegener dans Danish Girl et de Ava dans Ex Machina

### Meilleure distribution
- Boyhood
  - Birdman

### Réalisateur le plus prometteur
- Dan Gilroy pour Night Call (Nightcrawler)
  - Gillian Robespierre pour Obvious Child

### Meilleur scénario
- Spotlight – Tom McCarthy et Josh Singer
  - Carol – Phyllis Nagy

### Meilleure photographie
- Carol – Edward Lachman
  - The Revenant – Emmanuel Lubezki

### Meilleur montage
- Mad Max: Fury Road – Margaret Sixel
  - Spotlight – Tom McArdle

### Meilleure utilisation de musique dans un film
- Atticus Ross - Love and Mercy
  - Ludwig Göransson - Creed : L'Héritage de Rocky Balboa (Creed)

### Meilleur film en langue étrangère
- The Look of Silence ( Danemark)
  - White God ( Hongrie)

### Meilleur film d'animation
(ex æquo)
- Anomalisa
- Vice-versa (Inside Out)
  - Shaun le mouton, le film (Shaun the Sheep Movie)

### Meilleur film documentaire
- Amy
  - The Look of Silence